# TaiwanMoney Card

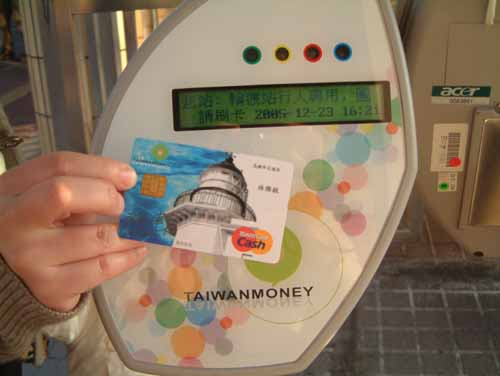
TaiwanMoney Card 驗票機

TaiwanMoney卡（TaiwanMoney Card，簡稱TM卡）是中華民國政府「國家發展重點計畫－提昇地方公共交通網計畫」下的產物，由高雄市政府交通局配合高雄市政府公開招標所甄選之宏碁團隊（包括：宏碁公司、國泰世華銀行、玉山銀行和富匯通(Mondex)）與MasterCard國際組織聯合建置而成。此卡是全球首張結合接觸與非接觸式雙介面、整合交通與生活消費的PayPass與MasterCard Cash晶片儲值卡，RFID使用PayPass非接觸式交易技術，符合國際標準ISO 14443之規範、中華民國交通部「電子票證系統之多功能卡片規劃書第二版」之電子票證。
由於使用率不佳，TaiwanMoney卡在2011年6月9日正式停用，相關辦法2011年3月1日公佈於官方網站（官方網站5月4日公開退費辦法）。旗津卡之電子錢包功能也於2011年6月9日後停用，但免費乘船功能續用，2014年12月1日，原旗津卡換發為一卡通旗津卡，TaiwanMoney卡旗津卡全面停用。

## 簡介
TaiwanMoney Card是由金融機構所發行（玉山銀行、國泰世華銀行），符合ISO 7816、ISO 14443、EMV、PayPass及交二版之複合式卡，具接觸與非接觸（RFID感應式）雙介面的卡片。
原提供持卡人在南部七縣市搭乘市區公車、長途客運、高雄捷運、渡輪、部份收費停車場等，經由非接觸感應方式完成交易。
同時具有電子錢包的功能，可以在便利商店（萊爾富）、速食店、加油站、超市 … 等特約商店，貼有 MasterCard Cash 商標的商店進行消費。多功能卡也具有信用卡功能，或在 PayPass、MasterCard Cash 電子現金商店，以接觸式或感應式進行小額付款。
TaiwanMoney Card的交通票證和小額消費電子錢包使用同一電子錢包，餘額互為流用。
由於獨特的雙介面設計，TaiwanMoney Card為所有交通智慧卡中，唯一能在家透過ATM讀卡機進行交易記錄查詢的卡片，多功能卡更可透過ATM讀卡機進行在家加值的功能。
由於環境及種種因素，於2011年6月9日結束營運。

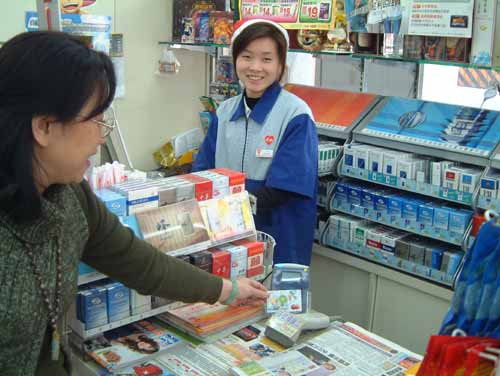
TaiwanMoney卡也可在萊爾富便利商店等特約商店消費

## 歷史

### 2003年
- 12月27日，萬事達卡國際組織將在2005年於台灣推出了全球首張結合接觸與非接觸式雙介面、整合交通與生活消費的 PayPass™ 晶片卡

### 2005年
- 1月28日，高雄市政府建置全球最先進整合電子票證系統--南部地區電子票證IC智慧卡「TaiwanMoney Card」於今日簽約，原預定2005年10月光輝上路
- 1月28日，MasterCard PayPass™ 全面通行，台灣邁向了『非接觸式信用卡』時代!
- 1月28日，宏碁建置了「IC智慧卡南部地區電子票證系統」，該系統是台灣南部七縣市首創的跨交通及生活消費的安全電子支付系統。
- 9月5日，自即日起開始試行PayPass卡片。藝人顏行書代言MasterCard Cash，在台北京華城喜滿客影城，使用萬事達卡的非接觸式電子錢包（MasterCard Cash），儲值卡輕碰一下讀卡機，即完成付款。萬事達卡國際組織選定台北喜滿客京華影城舉辦「MasterCard Paypass『拍立購、快享受』今夏快拍大〝Fun〞送活動」，至九月十二日止，為期一週，預計將發出約六００張「喜滿客專屬體驗卡」，每張均內含五００元儲值金，體驗新一波非接觸式支付技術。
- 9月27日，TaiwanMoney Card正式亮相。

### 2006年
- 6月20日，旗津、紅毛港地區開始換發旗津交通卡。在南部8家客運業者的售卡點，TaiwanMoney儲值卡與學生卡正式上市。
- 11月21日，開放南部8家特約客運業者的售卡點現金加值。

### 2007年
- 4月27日，高雄捷運公司與發行TaiwanMoney卡的宏碁團隊歷經十四次談判，由於關鍵技術及安全認證仍無法整合，電子票證整合宣告失敗，高雄市政府捷運工程局將協調高雄市公車處在公車及渡輪裝設「一卡通」讀卡機，經費由捷運公司負擔，初估需裝設六百部讀卡機，經費超過三千六百萬元。
- 6月1日，高雄市政府交通局與TaiwanMoney Card建置團隊於今日宣布TaiwanMoney Card正式運轉。應用了MasterCard全球共通的PayPass非接觸式科技平台，消費者可在全世界51,000家PayPass商店使用，更可於美國紐約搭乘地鐵使用。
- 6月4日，於高雄市公車處建軍站各路線試辦持TaiwanMoney卡「公車轉乘優惠」，一般卡轉乘第一段票扣款6元；學生卡轉乘第一段票扣款5元。預計6/15起，全面推行公車轉乘優惠。
- 6月15日，高雄市公車處全面推行「公車轉乘優惠」，各路線與東南客運代駛路線、部分高雄客運路線持TaiwanMoney卡一般卡轉乘第一段票扣款6元；學生卡轉乘第一段票扣款5元，實施至2007年底為止。
- 8月21日，高雄市政府捷運工程局表示，為落實大高雄地區區域電子票証整合政策，高雄捷運將採分階段方式，以達成全國票证整合的最終目標。第一階段：將配合高雄捷運紅線年底之營運通車時段，讓高雄捷運票卡與TaiwanMoney卡兩卡可以互通，目前高雄捷運公司已經提供高雄捷運票卡的SAM卡供TaiwanMoney卡團隊進行系統測試，確保其可在公車驗票機上讀取使用；而高雄捷運公司將提供捷運的公務門供TaiwanMoney團隊安裝其專用讀卡機，如此，民眾不論持高雄捷運一卡通或TaiwanMoney卡之票卡，均可搭乘捷運、公車、渡輪、客運；未來再配合中華民國交通部進行全國性票證整合。[1]

### 2008年
- 6月1日起，持TM卡搭乘台南市公車享有2小時轉乘半價優惠。[2]
- 8月25日，已經於高雄捷運橘線全線車站裝設讀卡機完畢，比照高雄捷運紅線模式，皆裝設於各車站服務台旁，待橘線正式收費通車後，即立即啟用。
- 9月9日持TM卡搭乘高雄捷運與公車轉乘免費活動，再延長至2009年3月。
- 12月15日，因應公路客運全面調降票價，故更改票價資料，台南市環線公車不小心被提前"漲價"，過了約一星期才調整回半價。

### 2009年
- 1月1日，台南市環線公車取消半價優待，轉乘優惠繼續實施。
- 2月1日，玉山銀行MasterCard Cash加值功能開通，提供一般卡電子錢包查詢、多功能卡電子錢包開卡與網路ATM加值服務。
- 6月26日，自7月1日至8月31日，使用TaiwanMoney卡搭乘高雄捷運、南部七縣市公車（含公路客運）、特約商店消費或加值卡片，就有機會抽中登機箱等獎品。
- 6月29日，TaiwanMoney卡各業者讀卡機保固期限已到，讀卡機的修復費用要由業者自行吸收，但除高雄市公車處完成續約外，其他業者無意續約保固（如高雄客運、嘉義縣公車處等業者），目前已由各地方政府與TM卡團隊協商中，以保持有TaiwanMoney卡的客戶權利(東南客運、南台灣客運保固合約尚未到期)。

### 2011年
- 6月9日，終止服務，由一卡通承接南票業務。原旗津卡免費乘船功能仍可繼續使用。

### 2012年
- 12月14日，配合交通部公路公共運輸多卡通系統整合建置案，公共運輸原TaiwanMoney卡系統驗票機更換為多卡通系統。原旗津卡免費乘船功能仍可繼續使用。

### 2014年
- 12月1日，原旗津卡換發為一卡通旗津卡，TaiwanMoney卡旗津卡全面停用。

## 卡片種類
TaiwanMoney Card 目前發行可分為四種，分別是：
- 普通卡
- 學生卡
- 旗津卡
- 多功能卡（包含信用卡與電子錢包功能，搭乘大眾運具時，以普通卡票價扣款）。

其相關使用規定詳述如下：
| 種類                | 記名 | 使用條件                         | 首次購買價格            | 初始可用金額 | 備註 |
| ------------------- | ---- | -------------------------------- | ----------------------- | ------------ | --- |
| 普通卡              | 否   | 任何人皆可                       | NT$100卡片費 （非押金） | NT$0         | ▲全票計費 ▲免收加值手續費                                                                                                 |
| 學生卡              | 否   | 持有證件之學生                   | NT$100卡片費 （非押金） | NT$0         | ▲高雄市區公車、高雄市渡輪（限旗津－鼓山、中洲－前鎮之航線）學生票計費 ▲其他路線全票計費 ▲使用時須出示證明 ▲免收加值手續費 |
| 旗津卡              | 是   | 僅限設籍旗津區居民，不對外發行。 | 免費                    | NT$0         | ▲全票計費 ▲搭乘高雄市渡輪免費 （限旗津－鼓山、中洲－前鎮之航線） ▲使用時須出示證明 ▲免收加值手續費                        |
| 多功能卡 （信用卡） | 是   | 由各發卡銀行決定                 | 免費                    | NT$0         | ▲全票計費 ▲限於嘉義縣以南地區的國泰世華銀行與玉山銀行申辦 ▲加值需收NT$10手續費(依發卡銀行規定辦理)                        |

## 使用方法

### 購卡
可在下列地點買到 TaiwanMoney 卡：
- 南部地區國泰世華銀行與玉山商業銀行等47處分行（普通卡、多功能卡）
- 南部9家特約運輸業者售卡地點（普通卡）
- 高雄市公車處各場站與高雄市輪船股份有限公司售卡地點（普通卡、學生卡）

### 加值
TM卡每次加值皆以100元為單位，金額上限為NT10,000元，可在下列地點加值：
- 高雄市政府
- 南部9家特約運輸業者售票處
- 國泰世華銀行與玉山商業銀行部分分行
- 全台萊爾富便利商店（限多功能卡（信用卡）加值）
- 網路ATM加值（目前僅開放玉山銀行多功能卡（信用卡）網路加值）
- 高雄客運南華站自動加值機加值（限多功能卡（信用卡）加值，目前該機器已被移除）
- 未來計畫新增現金加值點以方便普通卡持卡人使用(已停止計畫)

### 交易過程
- 非接觸式交易：使用時只要在收費器前輕觸卡片，依讀卡機性能感應時間約為0.6~0.9秒不等(票證交易)，即可經由非接觸感應方式完成交易。
  - 市區公車：於上車付款時，請持卡輕觸驗票機上有TaiwanMoney標誌的感應區，感應後即可於TaiwanMoney卡之電子錢包餘額中扣款。或依分段指示扣款。
  - 公路客運：於上車時，持卡輕觸驗票機上有TaiwanMoney標誌的感應區，即進行上車地點註記並扣除基本票價；下車時，持卡輕觸驗票機上有TaiwanMoney標誌的感應區，感應後即進行應付餘額之TaiwanMoney卡電子錢包扣款。
  - 特約商店消費：待店員設定應扣款金額後，依店員指示持卡輕觸扣款處扣款，感應後待液晶畫面顯示「已完成」，領取收據後即完成付費，亦可使用POS機以晶片接觸交易。
- 停車場：進場時取抽停車票卡通關；出場時持TM卡及停車票卡至繳費亭，以TM卡之餘額繳費。

### 優惠方式
高雄市
- 公車捷運相互轉乘優惠：
  - 至2009年6月止，TM卡搭乘高雄捷運以全票計費，持TM卡各式票種於二小時內轉乘高雄市市區公車，公車一段票半價優惠；二小時內高雄市市區公車轉乘捷運，捷運票價折抵6元。

臺南市
- 公車相互轉乘優惠：
- 持TM卡各式票種於三小時內轉乘公車半價（9元）優待，可連續優待。
- 搭乘88、99路公車扣款0元

### 使用期限
- 無使用期限，至服務結束前均可使用。
- 卡片如無法正常感應，請參考下面退卡／補卡方案。
- 建議套上保護套 以減少晶片面接觸空氣氧化鏽蝕的機會 並常接觸性交易 以保持晶片表面更新 增加讀取速度

### 退卡
- 至高雄市公車處、南部七縣市各公車客運業者各場站，於櫃檯前填寫（退卡／重覆扣款／卡片失效）單，富匯通(Mondex)於15個工作天進行問題判斷。如有餘額，將參考舊卡上所屬的銀行進行回贖（手續費50元）。[4]

### 注意事項
- 多功能卡於辦卡時可自由選擇開啟是否以信用卡自動加值。
- 里程計費之路線客運公司上下車皆須刷卡，否則卡片將會上鎖且必須由該客運公司進行解鎖。

## 使用範圍

### 公共運輸
市區公車
公路客運
渡輪

### 交通有關服務
停車場

### 小額消費
特約商家消費

## 問題與改善
TM卡發行初期常被詬病其感應時間較悠遊卡長，業者則解釋這是因為電子錢包傳輸的加密字串較長的關係，但經讀卡機更新後已經有明顯改善，現階段票證感應時間約0.6秒左右。